# Histoire des sous-marins
Pour un article plus général, voir sous-marins.
 (juillet 2017).
L'histoire des sous-marins commence par la prise de conscience de l'intérêt de la navigation sous-marine, que ce soit pour des questions de discrétion ou comme défi technique, avant même l'avènement de bateaux destinés à naviguer sous l'eau.

## Origines et premiers sous-marins
Le concept d'un habitacle étanche et submersible remonterait à l'Antiquité : le principe repose sur celui de la cloche de plongée semi-autonome, tractable et à immersion verticale. La plongée est une activité très ancienne, elle se pratiquait déjà pour récupérer les épaves et ramasser éponges, crustacés ou mollusques précieux comme le murex. L'historiographie, dès le Moyen Âge, rapporte sous la forme de récits plus ou moins légendaires les premières tentatives d'Alexandre le Grand qui, conseillé par Aristote, aurait commandé la construction d'une forme de caisson submersible en 332 av. J.-C. durant le Siège de Tyr.
Au début de l'ère moderne, Léonard de Vinci conçoit les plans d'un bateau submersible « destiné à couler d'autres bateaux », précédé, en 1472, par le vénitien Roberto Valturio. En 1535, l'Italien Guglielmo da Lorena, associé à l'ingénieur militaire Francesco De Marchi et à l'architecte Leonardo Bufalini mettent au point un dispositif de plongée associant un caisson et un scaphandre pour récupérer les restes d'une épave romaine au fond du lac de Nemi.
Des témoins rapportent qu'« en 1538, sous les yeux de Charles-Quint et de plusieurs milliers de personnes, deux Grecs descendirent au fond du Tage, à Tolède. Ils s’étaient placés dans une grande chaudière renversée […]. Ils en sortirent au bout de quelque temps, sans même être mouillés. Ce qui occasionna une grande surprise, c’est qu’une lumière qu’ils avaient emportée avec eux, continuait de brûler ».
L'Anglais William Bourne conçoit une nouvelle sorte de prototype en 1578, mais ses idées ne dépassent pas le stade de la conception et son véhicule étanche, s'il peut monter et descendre à volonté entre surface et fond, n'a pas de dispositif de propulsion.
En 1616, Franz Kessler (en) invente un dispositif, le Wasserharnisch, qui reprend le concept de cloche de plongée.
En 1620, une série de semi-submersibles est construite par le Hollandais Cornelius Jacobszoon Drebbel, en utilisant le concept de Bourne. Ce scientifique hollandais vivant à la cour de Jacques Ier d'Angleterre reçoit une commande du roi en ce sens. Son prototype doit être propulsé par des rames ; sa nature est source de controverses : il est parfois dit qu'il ne s'agit que d'une cloche remorquée par un autre bateau. Deux modèles améliorés sont testés sur la Tamise entre 1620 et 1624. Drebbel s'inspire sans doute des travaux de John Napier, communiqué par Henry Briggs.
En 1641, Jean Barrié lance à Saint-Malo le XVII, sur des plans du père Mersenne. Vaisseau métallique à rames, il peut accueillir jusqu'à quatre personnes, et est muni d'un sas en cuir afin de faciliter son but premier : la chasse aux épaves.

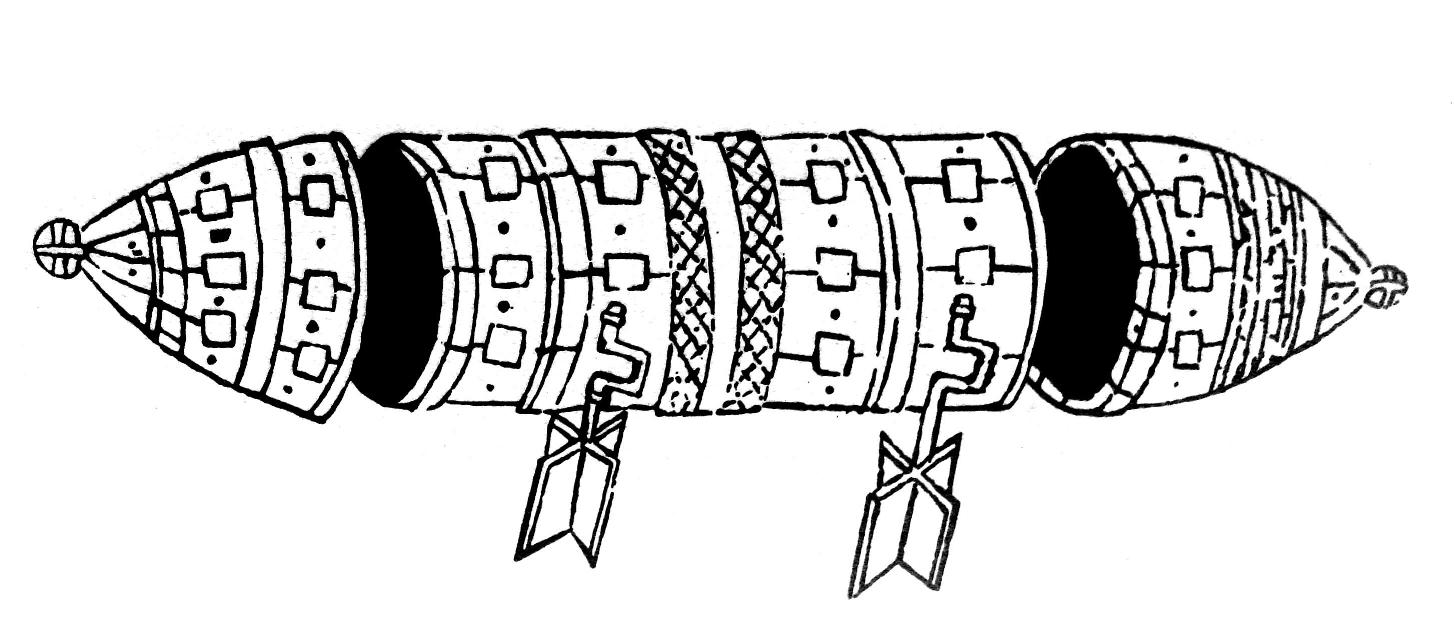
Dispositif de Roberto Valturio (1472).
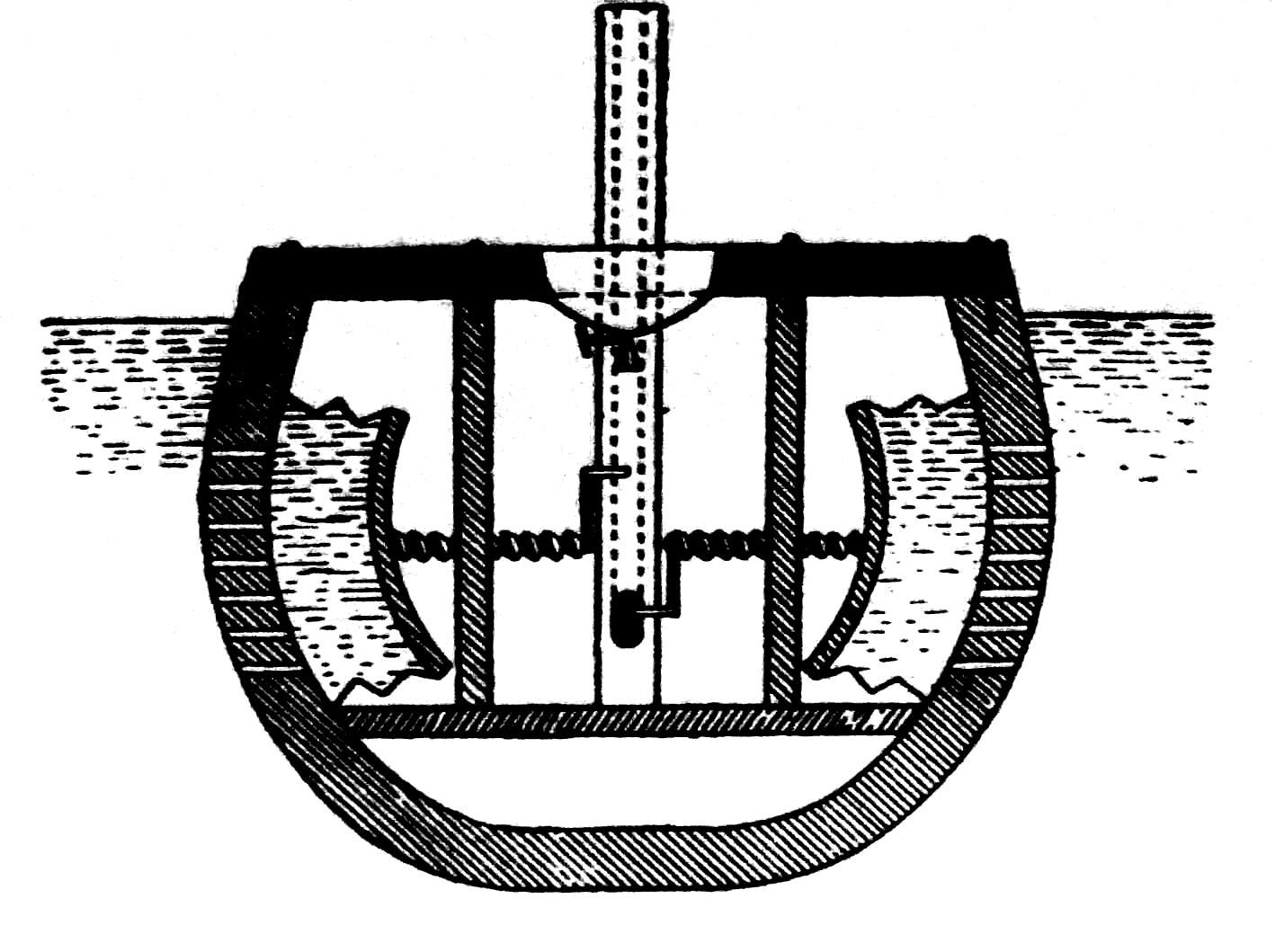
Dispositif de William Bourne de 1578 (Paris, Cité des sciences et de l'industrie).
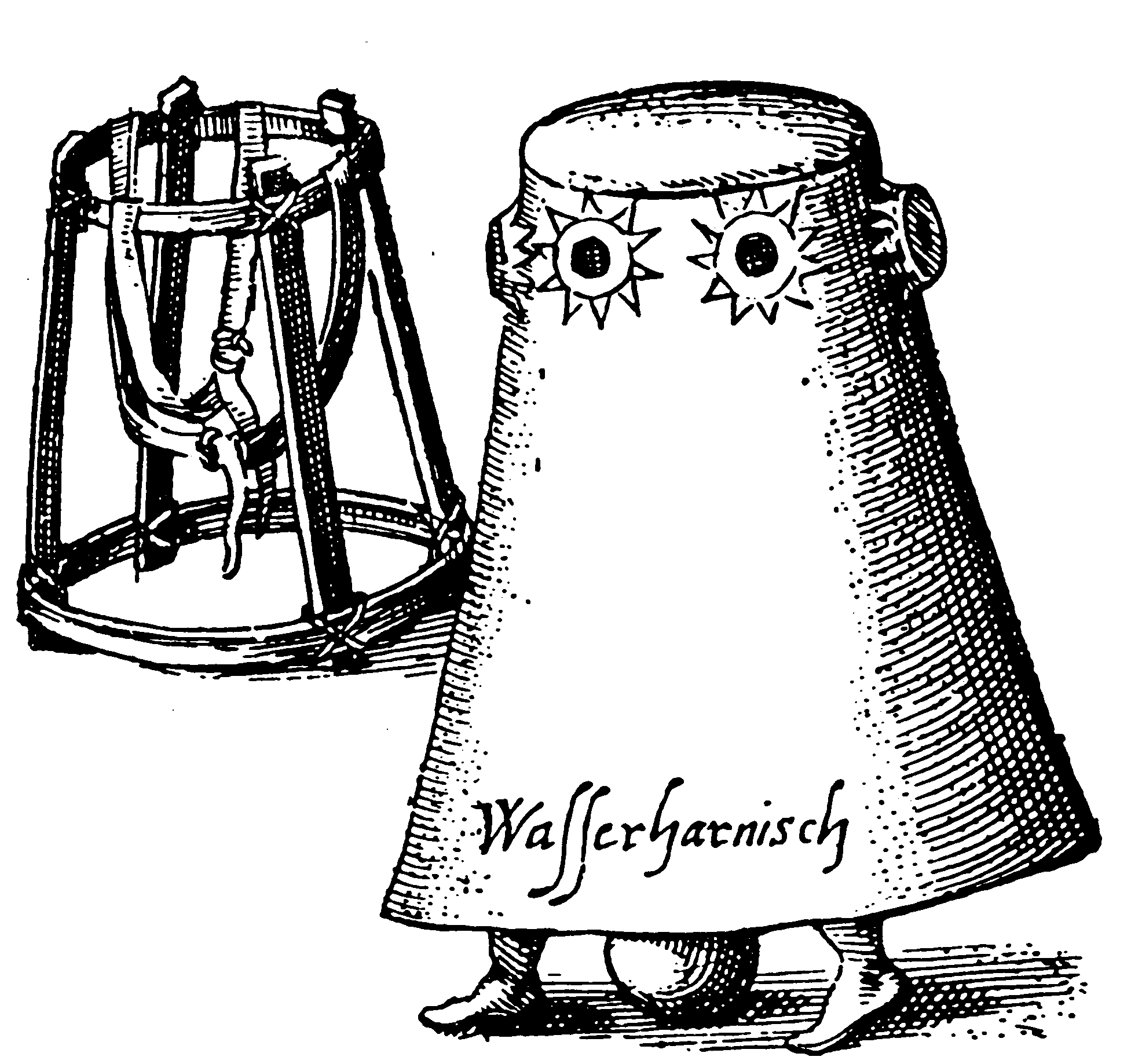
Wasserharnisch, dispositif de plongée conçu par Franz Kessler en 1616.
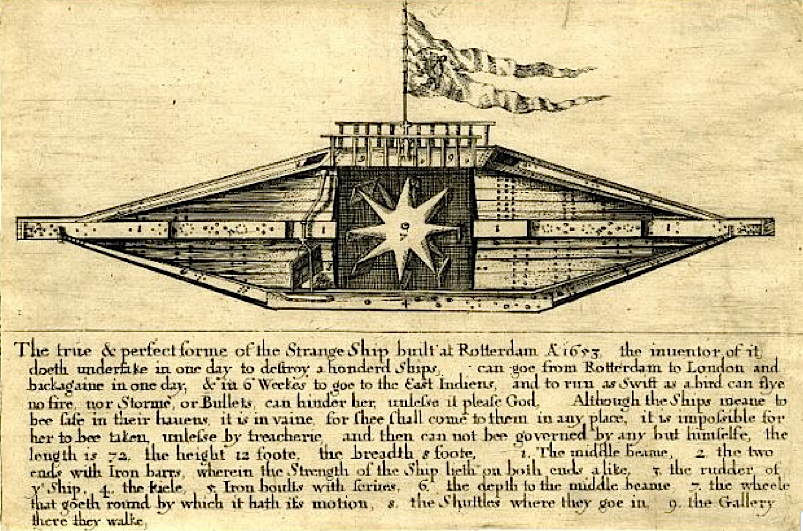
Projet de submersible d'attaque conçu par l'ingénieur français De Son pour les Hollandais (1653, Rotterdam).

Vers le milieu du XVIIe siècle, l'ingénieur français Guillaume Levasseur de Beauplan rapporte que les cosaques ukrainiens utilisent une embarcation fluviale appelée le Chaika (signifiant « goéland ») qui peut devenir semi-submersible pour des missions d'infiltration et de reconnaissance : il peut être en effet aisément chaviré afin que l'équipage puisse respirer en dessous, grâce à la poche d'air, là encore comme dans une cloche de plongée ; l'ensemble est propulsé par l'équipage qui marche au fond de la rivière en entraînant la coque.
Bien que les premiers modèles soient conçus comme des outils pour l'exploration sous l'eau, les inventeurs ont reconnu assez vite leur potentiel militaire. En 1648, le scientifique anglais John Wilkins explique cinq avantages stratégiques des bateaux sous-marins dans Mathematical Magick (en) :
1. La discrétion: une personne peut se rendre sur toutes les côtes de façon invisible, sans être découverte ou en être empêchée pendant son voyage.
2. La sûreté : par rapport aux marées ; aux pirates et brigands qui infestent les mers ; à la glace et aux grands froids, qui mettent en danger les passagers aux voisinages des pôles.
3. Contre la flotte ennemie : elle pourra être minée par ce moyen sous l'eau, et gravement endommagée.
4. Attaquer et ravitailler : très utile pour soulager par voie maritime une place assiégée, pour transporter par le dessous de façon invisible des ravitaillements ; et aussi pour l'attaque surprise de toute place accessible par l'eau.
5. Explorer les fonds : un bénéfice évident pour les expérimentations sous-marines.

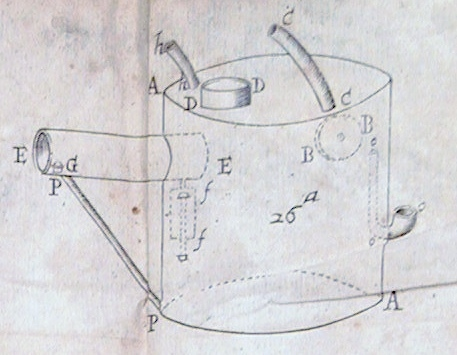
2e modèle de submersible de Denis Papin (1692, testé).

En 1653, les Hollandais, en conflit avec l'Angleterre, tentent de construire un sous-marin de raid, conçu par le Français De Son à Rotterdam. C'est un échec : le navire refuse d'avancer malgré les efforts musculaires fournis par son équipage et l'impossibilité de mettre au point un moteur calqué sur les mouvements d'horlogerie.
En 1690-1692, à Marbourg en Allemagne, le Français Denis Papin élabore deux modèles de caissons submersibles, dont seul le deuxième est testé. Sa coque, en forme de tonneau, résiste naturellement à la pression de l'eau, et ne nécessite donc plus l'emploi d'air comprimé. L'air y circule grâce à une pompe à air centrifuge, et à deux tuyaux de cuir maintenus à la surface de l'eau par une vessie flottante. Une pompe à eau permet de faire entrer, ou sortir le dernier complément de lest, pour plonger ou refaire surface. On évalue sa profondeur de plongée grâce à un baromètre qui mesure cette fois la pression de l'eau à l'extérieur. Ce prototype a des prétentions militaires : un homme peut se tenir dans le cylindre horizontal, et sortir un bras au-dehors par le trou, une fois ce deuxième cylindre mis sous air comprimé grâce à la pompe. Avec ce caisson sous-marin, Papin accompagné d'un acolyte courageux a effectué au moins une plongée fructueuse.

## Les premiers sous-marins civils et militaires
Le premier sous-marin opérationnel est à visée militaire : c'est le Turtle, une machine en forme d'œuf propulsée manuellement par une seule personne, conçue par l'ingénieur américain David Bushnell et son frère. L'engin est temporairement submersible, grâce aux réservoirs ballasts, peut se déplacer de façon autonome, via deux hélices de propulsion et transporte à l'arrière une charge explosive à retardement délestable. Pendant la guerre d'indépendance des États-Unis, le Turtle, piloté par le sergent Ezra Lee de l'Armée continentale, essaie de couler sans succès le HMS Eagle (en) britannique dans le port de New York le 7 septembre 1776.
En 1800, la France construit un sous-marin à propulsion humaine conçu par Robert Fulton, le Nautilus ; il se montre capable d'utiliser des mines pour détruire deux navires de guerre durant ses essais. La France abandonne les essais en 1804, tout comme les Britanniques, qui eux aussi, sont démarchés par Fulton quelque temps après. Pendant la guerre de 1812, Silas Halsey (en) meurt en tentant une attaque infructueuse contre un navire de guerre britannique dans le port de New London, en 1814, à bord d'un prototype dérivé de Fulton.
Durant ces premières décennies de nombreux prototypes de submersibles ont été imaginés, et parfois réalisés : on compte les expériences d'appareil autonome du Belge Claude-Antoine Brizé-Fradin, les plans de Castera et d'Aubusson de La Feuillade, très peu réalistes, et surtout, en 1811, le prototype de François-Guillaume Coëssin et son frère : le Nautile, construit en bois et propulsé par quatre rameurs accompagné de cinq autres hommes, est assemblé et testé au Havre. Ses nombreux défauts font abandonner le projet, en dépit d'un rapport favorable émis par une commission, mais un certain baron von Drieberg cria au plagiat. En 1825, Montgéry, par ailleurs biographe de Fulton, projette la construction de L'Invisible, vaste bateau immergé et à carène plate. En août 1832, Brutus de Villeroi teste un submersible avec coque en acier, à propulsion manuelle, long de 3,20 m, en baie de Noirmoutiers, qui ne rencontre aucun soutien en France (cf. plus loin).
Jean-Baptiste Petit (né en septembre 1803 à Moreuil, mort à Saint-Valery-sur-Somme en 1834), officier de santé à Amiens puis à Gamaches, conçoit et construit un bateau plongeur destiné « initialement à la recherche des objets précieux perdus lors des naufrages dans le fond des océans ». Ce navire, expérimenté à Amiens, Abbeville, puis à Saint-Valery-sur-Somme le 15 août 1834, provoqua la mort par noyade de l'inventeur, et inspira ultérieurement l’écrivain Jules Verne pour son sous-marin du capitaine Nemo (le Nautilus).
En 1844, après avoir inventé une cloche de plongée équipée d’un système de purification de l’air dans un milieu hermétiquement clos, le docteur français Prosper-Antoine Payerne (1806-1886), associé à l'industriel Lamiral et à Auguste Lefébure, conçoivent un hydrostat, premier semi-submersible mobile avec un système capable de régénérer l’air, le Belledonne, et le testent sur la Seine, mais le moteur à vapeur empêche une immersion complète, puis le bateau est montré durant l'exposition nationale de 1849 : il a servi lors d'opérations d'ingénierie civile.

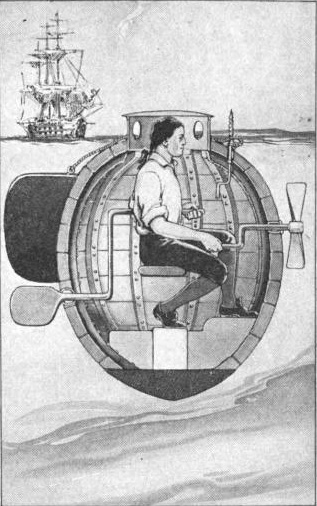
Vue en coupe du Turtle (1774) de Bushnell (illustration de 1916)
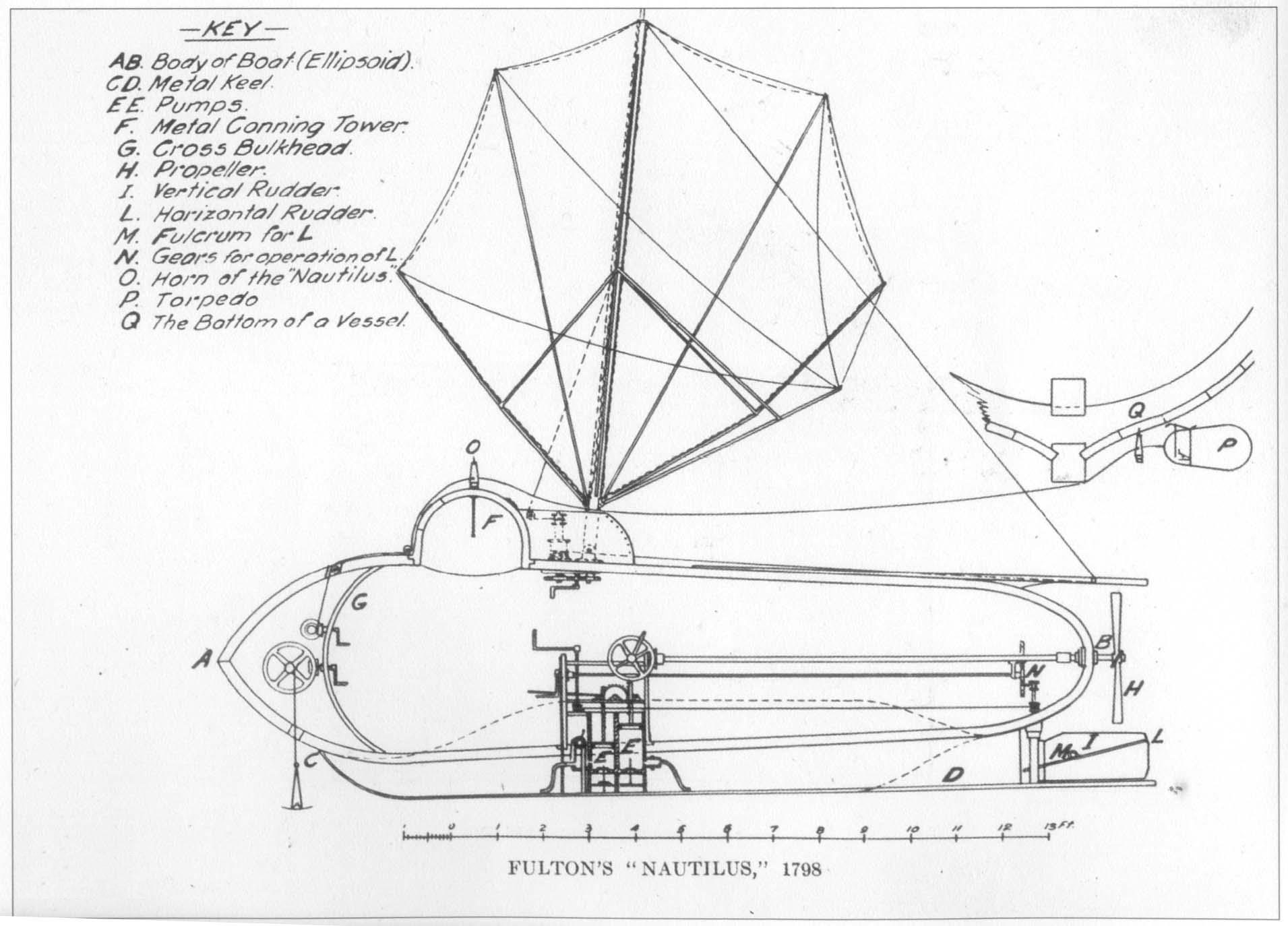
Le Nautilus de Fulton (1800).
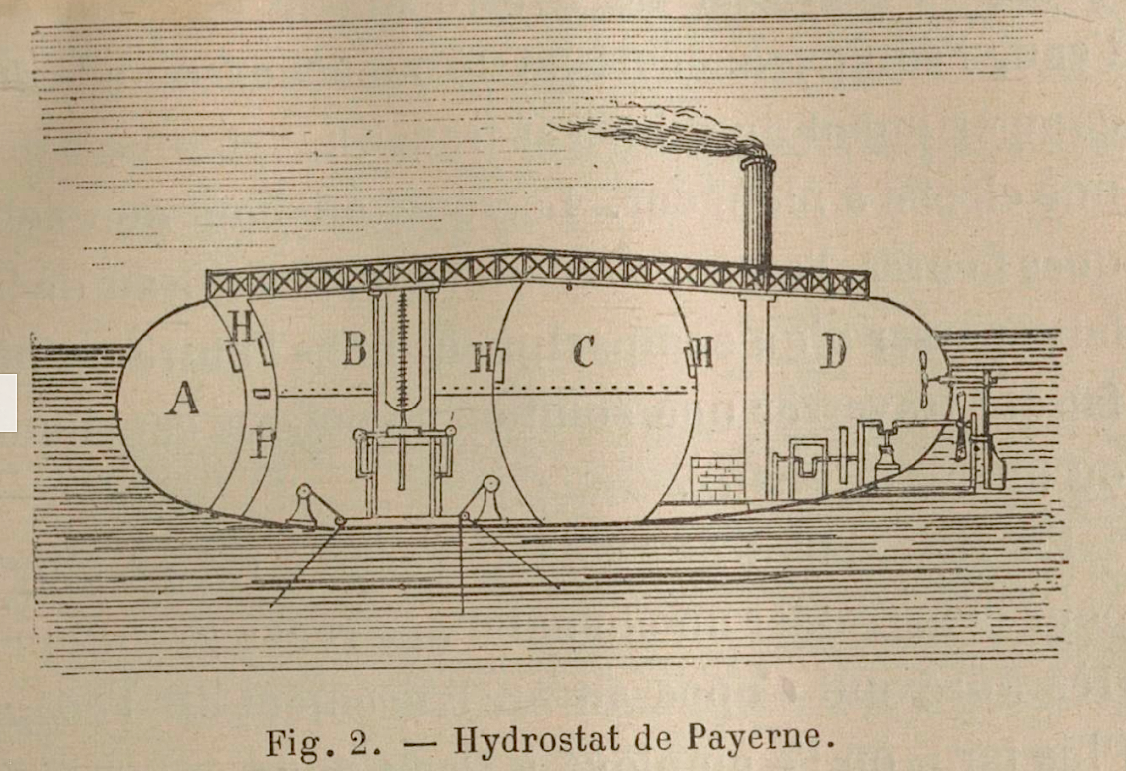
Le Belledonne, un hydrostat conçu par Payerne (1844).

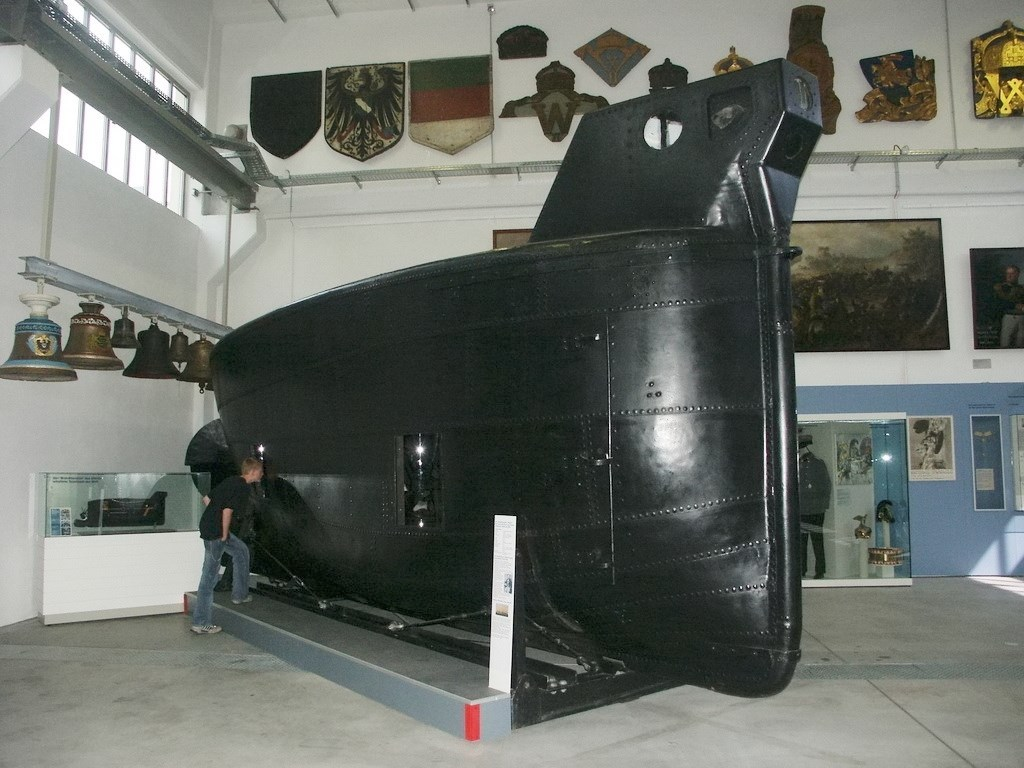
Le Brandtaucher au musée d'histoire militaire de Dresde

En 1851, Wilhelm Bauer, inventeur et caporal de l'artillerie bavaroise, emmène un sous-marin de sa conception en mer à Kiel, le Brandtaucher (« plongeur-incendieur ») ; le prototype, construit par August Howaldt (des Maschinenbauanstalt Schweffel & Howaldt), est propulsé par une roue à tympan (en). Un incident fatal a lieu, et son équipage de trois personnes réussit à s'échapper avant qu'il ne coule. L'épave, renflouée en 1887, se trouve actuellement au musée de Dresde.
En 1853, l'Écossais James Nasmyth conçoit un « mortier flottant », destiné à porter sur les côtés d'un navire ennemi une bombe et de le faire couler ; semi-submersible, il ne dépassait que le haut de sa cheminée, le moteur étant à vapeur. Il est testé mais ne sert pas.
En 1859, commence la construction du futur Plongeur, imaginé par Siméon Bourgois et Charles Brun : équipé d'un moteur à air comprimé, il est destiné à la Marine impériale française, et est opérationnel en 1863 : c'est le premier sous-marin de l'histoire ayant un moteur.
En 1862, l'Espagnol Narcis Monturiol invente un navire sous-marin et le baptise Ictineo : il le teste dans le port de Barcelone, il a une autonomie en oxygène de cinq heures et est armé de canons. Le Gouvernement espagnol en commande un plus grand, qui ne sert pas.

## Sous-marins de la guerre de Sécession
Avec la guerre de Sécession, l'Union est la première à tenter d'utiliser un sous-marin sur le champ de bataille. L'Alligator, en partie de conception française, puisqu'il associe Brutus de Villeroi (qui venait de tester en 1862 un prototype de « bateau-plongeur en forme de cigare ») et deux autres ingénieurs américains, est le premier sous-marin de l'US Navy. Il est aussi le premier sous-marin disposant d'un sas, permettant à un plongeur d'aller fixer des mines à détonation électrique sur les navires ennemis. Il est propulsé manuellement par une grosse hélice à manivelle via un arbre à cames. Il est perdu en mer dans une tempête près du cap Hatteras le 2 avril 1863 pendant un remorquage (sans équipage à bord) vers son premier lieu de bataille à Charleston.
Les Confédérés ont mis en route plusieurs sous-marins à propulsion humaine dont le CSS H. L. Hunley, qui ressemble à l'Alligator. Le premier sous-marin confédéré est le Pioneer de 10 m de long, qui coule une goélette pendant ses essais en utilisant une mine remorquée sur le lac Pontchartrain, mais il n'a pas été utilisé au combat ; il est sabordé après la capture de La Nouvelle-Orléans et vendu pour démolition.
Le CSS H. L. Hunley est conçu pour attaquer les navires du Nord qui font un blocus des ports du Sud. Le sous-marin dispose d'une longue perche à l'avant, terminée par une charge explosive appelée spar torpedo (« mine-torpille »). Le sous-marin doit approcher le navire ennemi, y attacher l'explosif, reculer et le faire détoner. L'opération est extrêmement dangereuse et il n'y a pas d'autre alimentation en air que ce qui est contenu dans le faible espace intérieur. Le sous-marin sombre à deux reprises, entraînant une première fois la mort de la moitié de l'équipage, puis, lors de la seconde tentative, de tout l'équipage, dont Hunley : en effet, 18 février 1864, le CSS Hunley coule l'USS Housatonic près du port de Charleston. C'est la première fois qu'un sous-marin arrive à couler un autre navire, bien que le CSS Hunley ait coulé peu de temps après avoir signalé sa victoire. Les sous-marins n'ont pas eu un grand impact sur l'issue de cette guerre mais ont commencé à attirer l'attention et à montrer leur importance future dans les engagements navals.

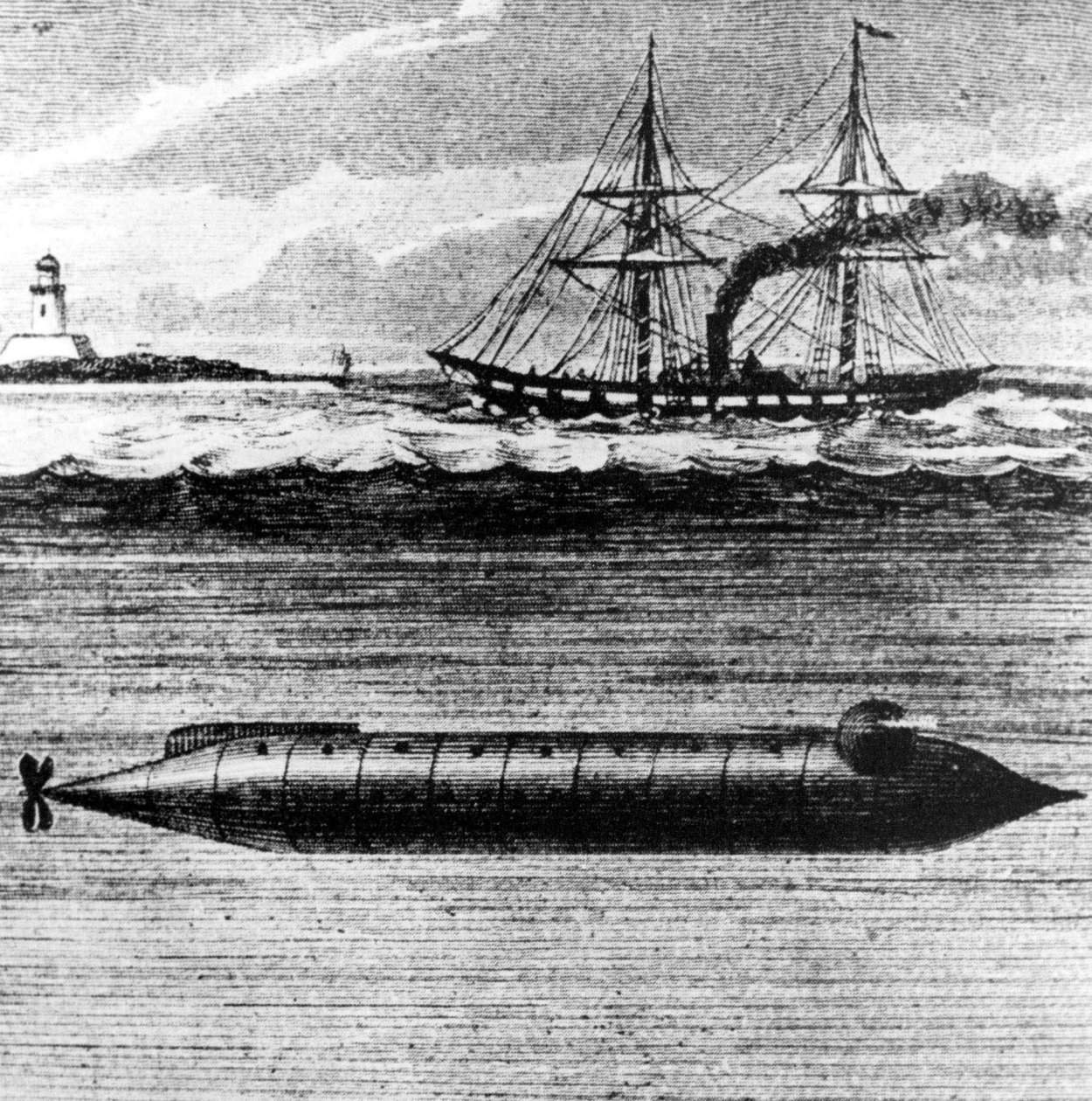
Gravure représentant l'Alligator en immersion.
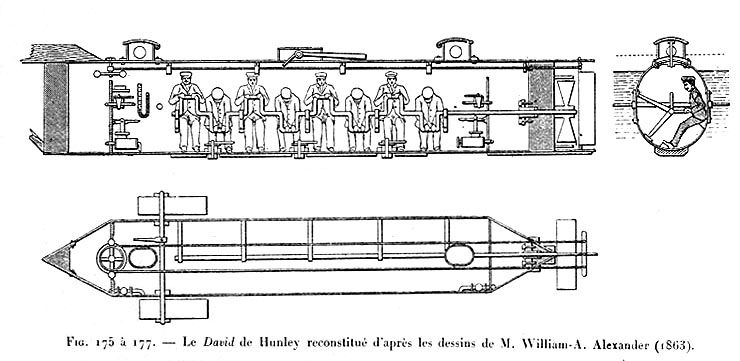
Vue en coupe du CSS H.L. Hunley
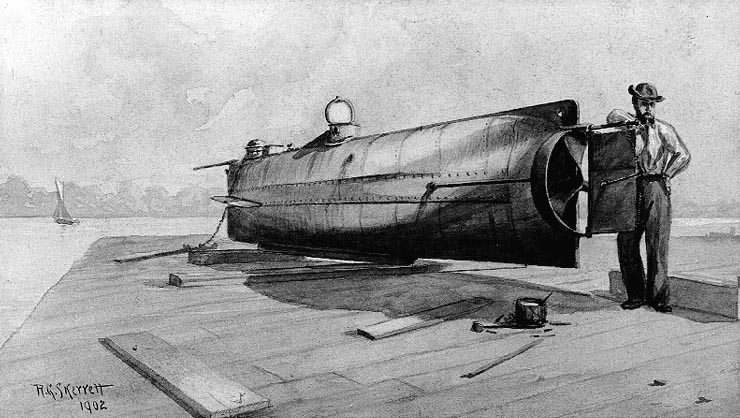
Vue externe du CSS H.L. Hunley

## Propulsion mécanique (fin duXIXesiècle)

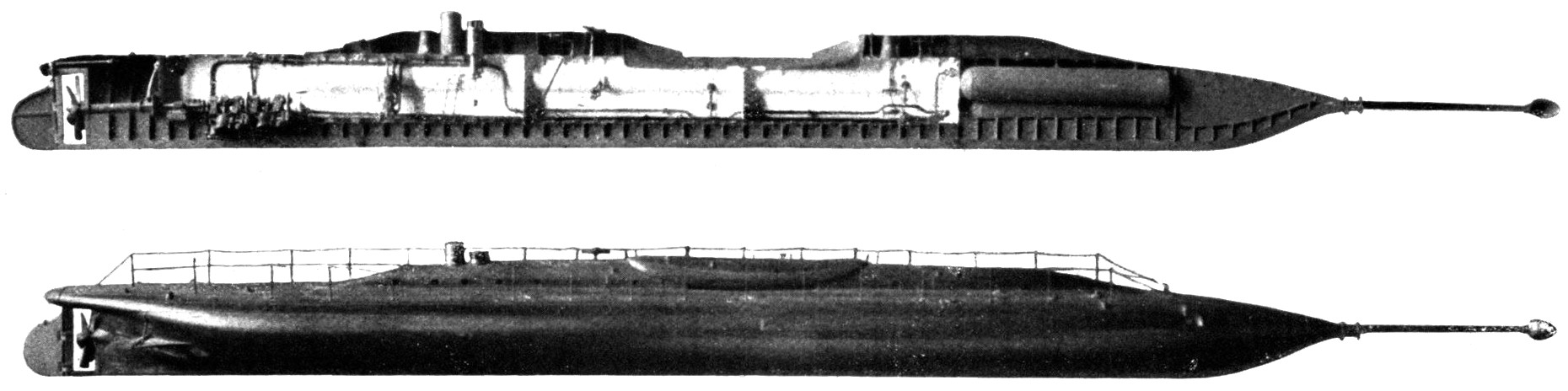
Le Plongeur, premier sous-marin à propulsion mécanique

Le premier sous-marin à pouvoir se passer de la propulsion humaine est le Plongeur de la Marine nationale française, lancé en 1863, et équipé d'un moteur à air comprimé et de 23 réservoirs à une pression de 180 PSI (12 bar).
L'ingénieur germano-américain Julius H. Kroehl conçoit entre 1863 et 1866, le Sub Marine Explorer (en), associé à Ariel Patterson pour le compte de la Pacific Pearl Company (en) : construit à Brooklyn, mesurant 12 mètres de long, équipé de réserves d'air comprimé, il sert au ramassage des perles jusqu'en août 1869, puis est abandonné au large du Panama sur l'archipel des Perles (où sa carlingue gît toujours sur la plage), après que l'équipage a succombé à une sorte de fièvre, victime d'un accident de décompression, syndrome mal connu à cette époque.
Le premier sous-marin utilisant un combustible non issu du charbon est l'Ictíneo II, utilisant le peroxyde activant une machine à vapeur, et lancé en 1867 par Narcís Monturiol ; il avait été lancé à l'origine en 1864 en tant que sous-marin à propulsion humaine, propulsé par 18 hommes.

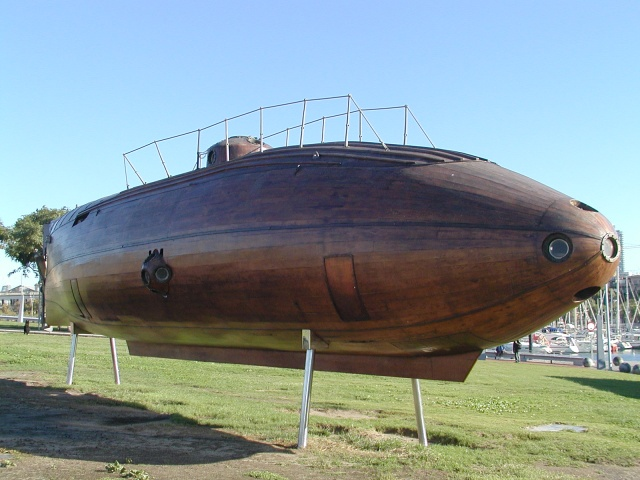
Une réplique de lIctineo II près du port de Barcelone

Le bateau de 14 m de long est conçu pour transporter deux membres d'équipage, plonger à 30 mètres et accomplit des plongées de deux heures. À la surface, il utilise une machine à vapeur, mais en plongée cela utiliserait trop d'oxygène ; Monturiol invente ainsi un moteur qui utilise la réaction du chlorate de potassium, du zinc, du manganèse et du peroxyde. L'intérêt de cette méthode est que la réaction dégage aussi de l'oxygène, qui après traitement peut être utilisé pour l'équipage et pour faire tourner une machine à vapeur auxiliaire pour la propulsion. Malgré des essais fructueux dans le port de Barcelone, Monturiol n'est pas arrivé à intéresser la marine espagnole.
En 1869, Jules Verne commence à publier Vingt mille lieues sous les mers qui met en scène les aventures du capitaine Némo, inventeur du sous-marin Nautilus, plus avancé que tout ce qui existe à cette époque, mais qui s'inspire largement du Plongeur français, tout en faisant appel à l'électricité.
En 1879, le gouvernement péruvien, alors dans la Guerre du Pacifique, commande et fait construire un sous-marin. Bien que pleinement opérationnel, le Toro Submarino ne va jamais au combat mais se retrouve sabordé avant la défaite du Pérou dans cette guerre, pour empêcher sa capture.
La même année, le révérend George Garrett (en) de Manchester construit le Resurgam (en) propulsé à la vapeur. Garrett veut montrer ce sous-marin de 12 m de long à la Royal Navy à Portsmouth, mais il coule pendant son remorquage au nord du Pays de Galles.
Le premier sous-marin à être construit en série est toutefois à propulsion humaine : il s'agit du sous-marin de l'inventeur russo-polonais Stefan Drzewiecki. Cinquante unités sont construites en 1881 pour le gouvernement russe.
Des échanges entre George Garrett et le Suédois Thorsten Nordenfelt conduisent à une série de sous-marins propulsés à la vapeur. Le premier est le Nordenfelt I, de 19,5 m de long et de 56 tonnes, en fuseau comme le Resurgam, avec un rayon opérationnel de 240 kilomètres et armé d'une seule torpille, en 1885. La Grèce, qui craint le retour des Ottomans, l'achète. Nordenfelt construit alors le Nordenfelt II de 30 m de long avec deux tubes lance-torpilles, qu'il vend à la marine ottomane. En 1887, il finit par concevoir le Nordenfelt IV avec deux moteurs et deux torpilles ; il le vend à la marine russe, mais ce sous-marin se révèle instable et finit par s'échouer.
Une controverse a été engagée par Paul Baron en 1899 sur l'invention du sous-marin à propulsion électrique et par moteur à combustion.

## Propulsion électrique

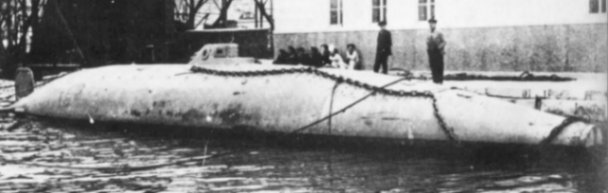
Le sous-marin de Peral en 1888 ; sa coque est visible de nos jours à Carthagène (Espagne).

En 1884, l'inventeur polonais Stefan Drzewiecki conçoit le premier sous-marin à propulsion électrique au monde.
En mai 1886, James Franklin Waddington lance un sous-marin électrique, le Purpoise, dans le port de Liverpool.
Le premier sous-marin militaire pleinement opérationnel est électrique, construit par l'Espagnol Isaac Peral pour la Marine espagnole. Lancé le 8 septembre 1888, il possède deux torpilles, de nouveaux systèmes pour l'air, ainsi qu'une forme de coque, une hélice et des gouvernes préfigurant les sous-marins futurs. Il pouvait aller à 10 nœuds sous l'eau, mais ses batteries avaient une courte durée de vie.

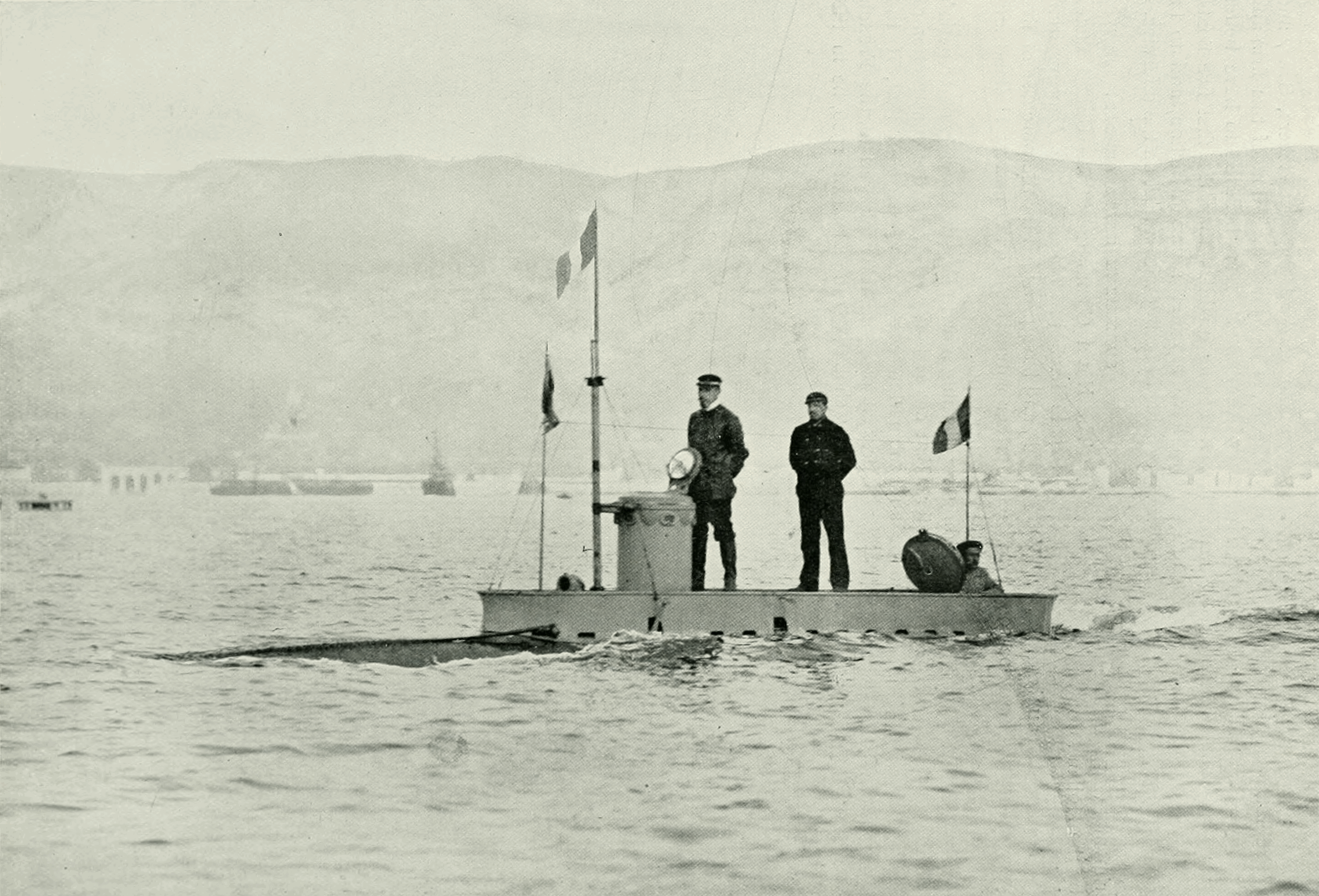
Le Sous-marin Gymnote en 1902

En France, le Gymnote lancé le 24 septembre 1888 est également un sous-marin tout électrique équipé de batteries au plomb. Il sera suivi par la suite par le Gustave Zédé en 1893, le  Morse en 1899, puis la série des quatre Farfadet en 1901. La distance franchissable passait à 100 miles la propulsion restant uniquement électrique.
De nombreux autres sous-marins sont construits à ce moment, mais ils ne sont pas véritablement utilisés en tant qu'armes avant le XXe siècle.

## Début duXXesiècle

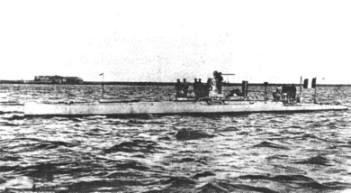
Le sous-marin français Narval de 1900

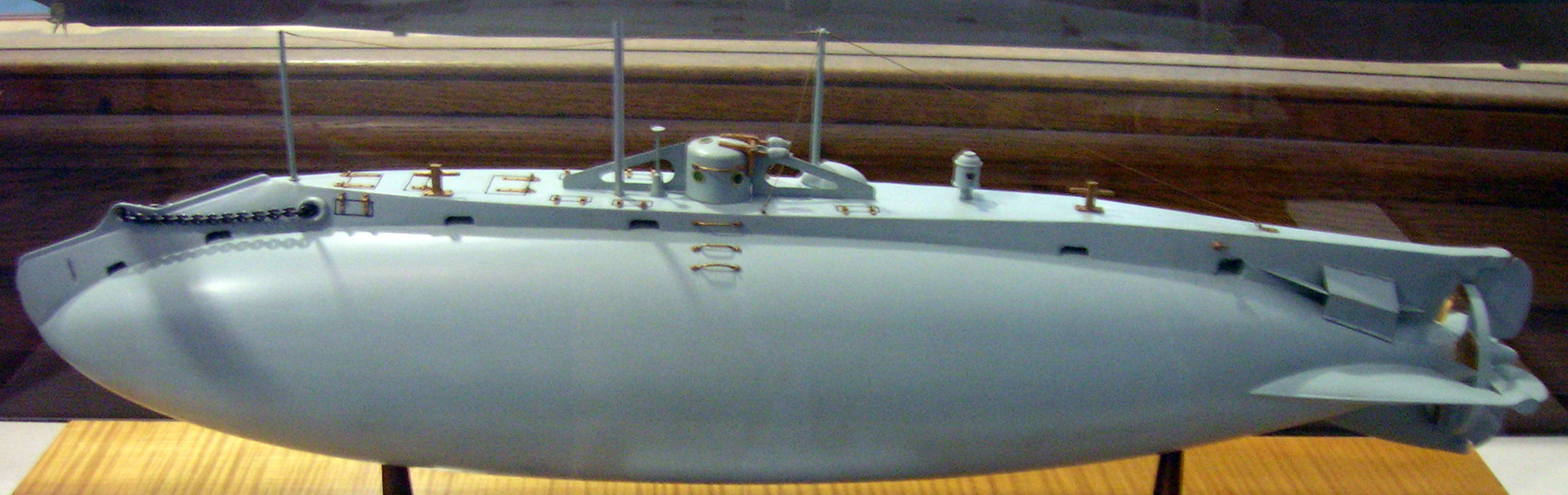
Maquette du Holland no 1, au National Maritime Museum, Londres.

Le changement de siècle marque un tournant dans le développement des sous-marins, avec de nombreuses technologies qui émergent et l'adoption de sous-marins par de nombreuses marines. La propulsion Diesel-électrique devient le système prédominant et certaines innovations comme le périscope se généralisent. De nombreuses expériences sont faites par les différentes nations afin d'étudier les tactiques et les armes propres aux sous-marins, jusqu'au point culminant de la Première Guerre mondiale.
En 1895, l'inventeur irlandais John Philip Holland conçoit des sous-marins qui, pour la première fois, utilisent un moteur à combustion interne en surface et un moteur électrique en immersion ; il dépose le brevet en 1902. Certains de ses sous-marins sont achetés par les États-Unis, d'autres par le Royaume-Uni, la marine impériale russe et le Japon. L'USS Holland est mis en service par l'US Navy en 1900 et la marine impériale japonaise en achète cinq similaires en 1904.

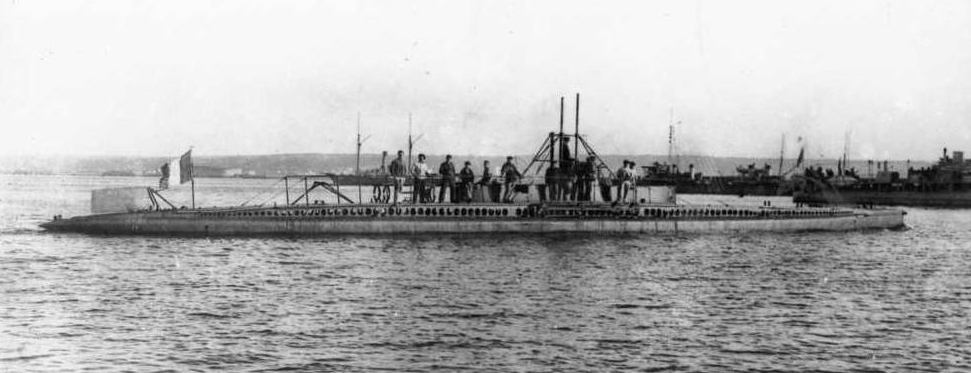
L'Aigrette (Q38) en surface.

Mis en service en juin 1900, le sous-marin français Narval introduit en plus le concept de double coque, avec une coque extérieure autour de la coque de pression (de section circulaire). À cette époque, la France est « indiscutablement la première marine à avoir une véritable force sous-marine ». Ces sous-marins de 200 tonnes ont un rayon de plus 100 milles (~160 km) en immersion. Le sous-marin français Aigrette de 1904 améliore encore ce concept en utilisant en surface un moteur Diesel plus économe en carburant et beaucoup moins dangereux qu'un moteur à essence. 76 sous-marins de ce genre sont terminés avant 1914.

## Première Guerre mondiale

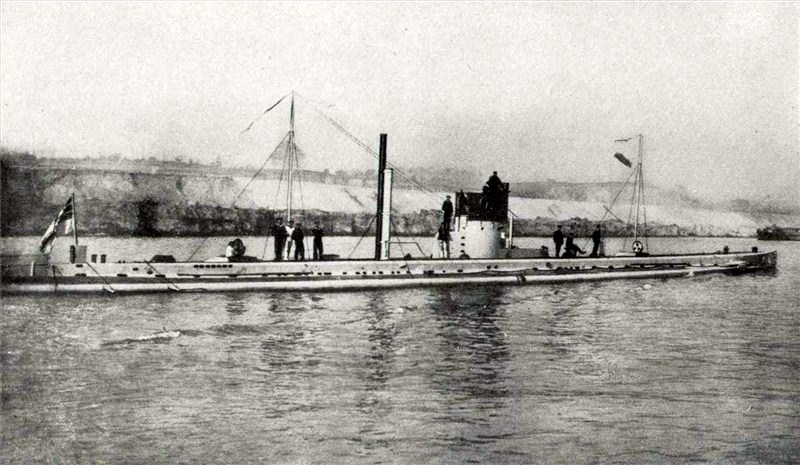
Sous-marin allemand U9 (1910). Il coule trois croiseurs britanniques en quelques minutes en septembre 1914.

C'est pendant la Première Guerre mondiale que les sous-marins ont eu pour la première fois un impact significatif : les premiers affrontements ont lieu dès le mois de septembre. Les Unterseeboot (U-Boot) allemands et austro-hongrois intensifient leurs attaques au cours de la bataille de l'Atlantique en 1917 : ils utilisent de nouvelles tactiques et possèdent une remarquable vélocité (valant plus que leur nombre, puisque les forces sous-marines franco-britanniques, puis américaines, fin 1917, sont supérieures en nombre d'unités) afin de gagner les combats.
Davantage des submersibles que des sous-marins au sens moderne, ils opèrent donc principalement en surface avec des moteurs conventionnels, plongeant uniquement avant une attaque. Leur coque a en général une coupe triangulaire avec une quille marquée pour limiter le roulis en surface et une étrave marquée.

## Entre-deux guerres
De nouveaux types de sous-marins apparaissent pendant l'entre-deux-guerres. Parmi les plus notables, on peut citer les porte-avions sous-marins, équipés d'un hangar étanche et d'une catapulte à vapeur pour lancer et récupérer de petits hydravions ; le tandem sous-marin — avion sert d'unité de reconnaissance en avant de la flotte, un rôle essentiel avant l'arrivée du radar. Le premier exemple est le HMS M2 britannique, suivi par le Surcouf français, et d'autres dans la Marine impériale japonaise.
Le Surcouf de 1929 est aussi conçu en tant que « croiseur sous-marin » pour engager des navires en combat de surface grâce à sa tourelle double de 203mm (calibre de l'artillerie des croiseurs lourds).
En ce qui concerne l'Allemagne, elle réussit à conserver une grande partie de sa flotte, en dépit des traités de paix : outre que le démantèlement ne fut point effectif, puisque de nombreux bâtiments furent simplement maquillés en matériels civils, des sous-marins furent construits illégalement dans des pays étrangers et livrés en pièces détachées afin d'en camoufler la destination. Cette ruse est effective dès 1926-1927, sous le commandement de Hans von Seeckt, comme le rapporte sir Winston Churchill : ceci explique en partie pourquoi l'Allemagne nazie a pu ensuite se rendre rapidement maîtresse des mers à partir de 1939, outre le fait que dès 1933 elle double puis quadruple son budget militaire.

## Sous-marins de la Seconde Guerre mondiale

### Allemagne nazie

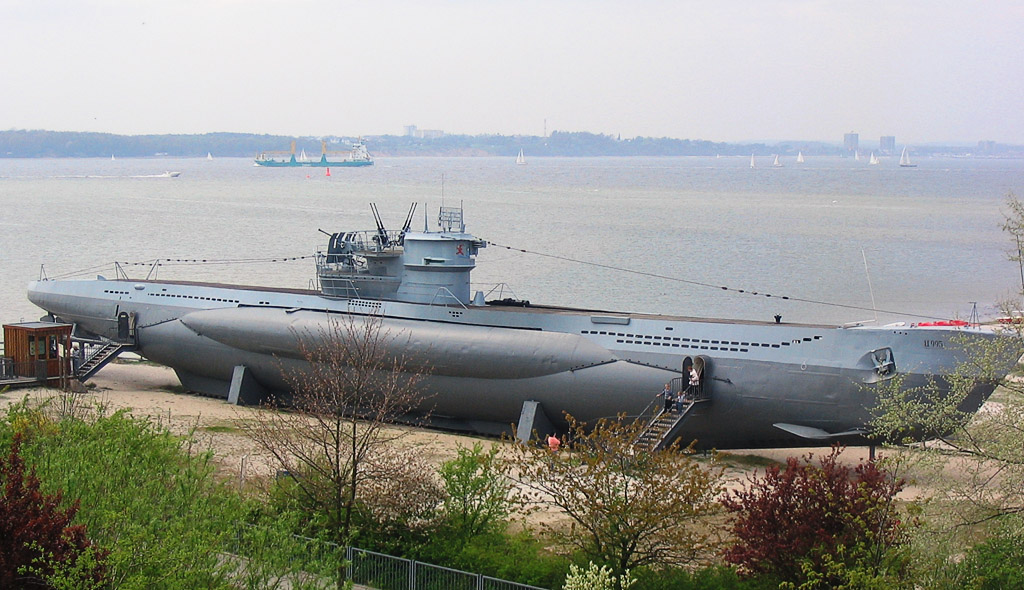
U-Boot de la classe VII-C/41, le U-995, exposé au Mémorial naval de Laboe, situé dans la baie de Kiel.

L'Allemagne nazie, qui construit officiellement son premier sous-marin militaire en 1935, a mis en chantier 1 174 unités de différentes classes jusqu'au printemps 1945, totalisant la plus grande flotte sous-marine durant la Seconde Guerre mondiale. En 1939, elle possède déjà 65 unités dont 21 prêts au combat. Son efficacité baisse à partir de 1942-1943 quand, d'une part les Russes se retournent contre elle, et surtout avec l'invention du radar, du sonar et le décryptage du code Enigma. Cette flotte se composait en grande partie d'U-Boote de type VII-C ; sa variante C/41 était le sous-marin ayant la plus grande capacité d'immersion en profondeur durant tout le conflit. Sans espoir de pouvoir battre la Royal Navy largement supérieure avec sa flotte de surface, le haut commandement allemand, sous l'impulsion de l'amiral Erich Raeder, ordonne dès 1935 la construction de navires de surface, des cuirassés de classe Bismarck et des croiseurs. Il faudra attendre que Dönitz succède à Raeder pour que la Kriegsmarine se voie allouer davantage de ressources pour ses sous-marins, qui se sont montrés bien plus efficaces dans la bataille de l'Atlantique que les bâtiments de surface. L'expansion des moyens de production et le début de la production en série prennent la majeure partie de l'année 1940, mais plus d'un millier de sous-marins sont construits avant la fin de la guerre.
L'Allemagne a utilisé les sous-marins pour la seconde bataille de l'Atlantique, en essayant de couper les routes de ravitaillement entre les États-Unis et le Royaume-Uni ; celles-ci sont alors vitales pour l'alimentation et l'industrie britannique, mais aussi pour l'armement venu des États-Unis. Si les U-Boote ont été améliorés pendant les années de la guerre, l'une de ces innovations concerne les communications, cryptées avec la machine Enigma ; elle permet des tactiques d'attaques groupées en « horde de loups » (Wolfsrudel), mais est aussi à l'origine de la chute des U-Boote qui commencèrent à subir de lourdes pertes dès l'année 1943. Afin de pouvoir importer des matières premières rares mais essentielles à leur industrie de guerre ou pour apporter un soutien logistique aux U-Boote combattants au loin, le concept de sous-marin cargo ou ravitailleur a été développé. Dès 1940, les ingénieurs allemands développeront la turbine dite « Walker » dont l'U-Boot expérimental V80, en réalisant des pointes de vitesse dépassant les 28 nœuds en plongée, démontrera le très grand intérêt de ce système qui permettra de construire le sous-marin le plus rapide de toute la Seconde Guerre mondiale.
Après leur départ, les U-Boote opèrent surtout seuls en essayant de trouver les convois dans les zones qui leur sont assignées par le Haut Commandement. Si un convoi est trouvé, le sous-marin n'attaque pas tout de suite mais suit le convoi pour permettre à d'autres sous-marins de la zone de le trouver ; ils attaquent ensuite ensemble, de préférence la nuit, en surface et au canon pour économiser les torpilles. Dans la première partie de la guerre, les sous-marins remportent de nombreuses victoires avec cette tactique mais sont trop peu nombreux pour avoir un effet décisif. Bien que l'objectif stratégique des sous-marins allemands soit les navires cargos ou les ravitailleurs, ils prennent aussi pour cible les navires de guerre. De ce fait, les U-Boote couleront deux cuirassés (HMS Royal Oak par l'U-47 et HMS Barham par l'U-331), trois porte-avions (HMS Courageous par l'U-29, HMS Ark Royal par l'U-81 et HMS Eagle par l'U-73), un porte-avions d'escorte (par exemple, l'HMS Audacity), des sous-marins (par exemple, l'HMS Spearfish détruit par l'U-34), des croiseurs auxiliaires et plusieurs destroyers seront aussi détruits, dans la plupart des cas pour percer l'escorte et atteindre le convoi ; enfin, plusieurs navires de guerre, dont un navire de ligne, seront endommagés. Dans la seconde moitié du conflit, l'Allemagne possède beaucoup de sous-marins mais cette avancée est plus que compensée par les Alliés grâce à l'accroissement du nombre de convois, d'escorteurs et d'avions, ainsi que grâce à des inventions décisives, comme le radar et le sonar. Le sous-marin étant très vulnérable en surface, les ingénieurs allemands ont étudié un système de propulsion anaérobie (turbine Walker) qui, ajoutée à la propulsion Diesel et électrique, permettait au plus redoutable sous-marin de la Seconde Guerre mondiale, l'Unterseeboot type XXI, de rester plusieurs jours voire plusieurs semaines de suite en plongée. À la fin de la guerre, le très grand intérêt suscité par le très sophistiqué Unterseeboot type XXI l'a amené à être largement étudié afin d'être reproduit par les Alliés sous divers noms.

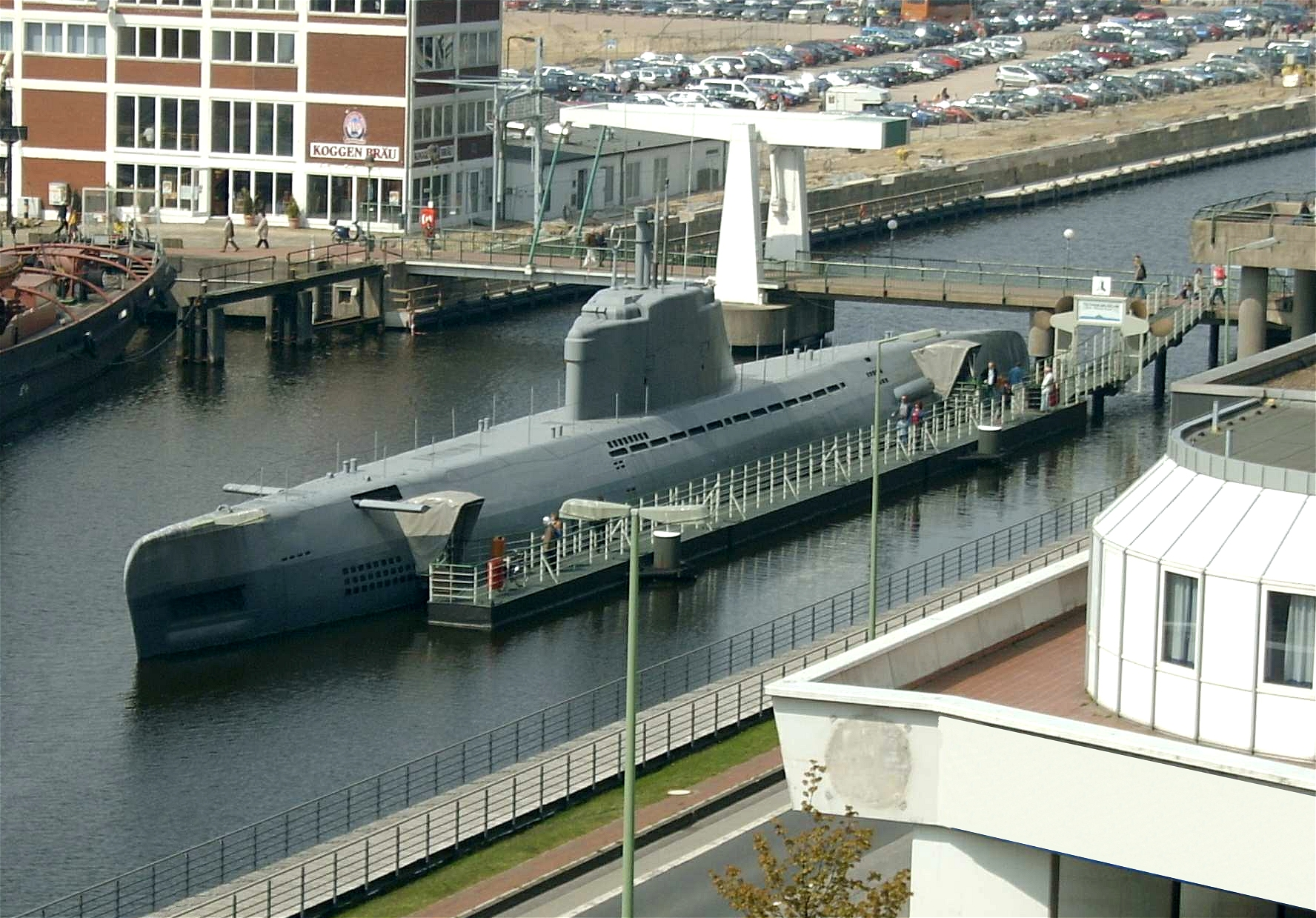
Unterseeboot type XXI, le plus redoutable sous-marin de la Seconde Guerre mondiale, Musée maritime allemand de Bremerhaven.

La conception allemande des U-Boote est devenue à la fin du conflit incontestablement le modèle qui inspira la conception des sous-marins modernes. L'Unterseeboot type XXI, surnommé ElektroBoot, était le sous-marin le plus redoutable du conflit tant par sa puissance offensive que par sa capacité de profondeur d'immersion ainsi que de par sa rapidité en immersion et sa marche silencieuse qui le rendait pratiquement indétectable : il influença tous les sous-marins qui lui succédèrent partout dans le monde. En plus des innovations de conception de l'ElektroBoot, les ingénieurs allemands élaborèrent une idée qui allait marquer un changement radical dans l'emploi du sous-marin moderne. Ce concept révolutionnaire qui visait à attaquer les États-Unis consistait à donner la capacité à un U-Boot de tirer un missile balistique de type V2 depuis l'océan vers le continent. Les ingénieurs allemands posèrent ainsi les bases du concept de ce qui est probablement l'engin de guerre le plus puissant de tous les temps : le SNLE.
Pour toutes ces raisons, sir Winston Churchill a écrit que la menace des U-Boote était la seule chose qui le fît douter de la victoire finale des Alliés.

### Empire du Japon

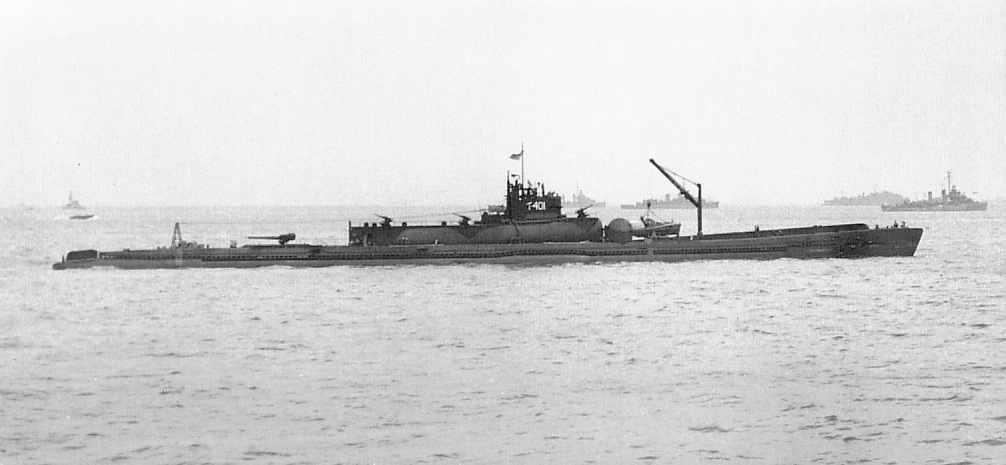
Un sous-marin japonais de classe I-400, les plus grands de la Seconde Guerre mondiale.

L’engagement de la Marine impériale japonaise dans la guerre sous-marine se solda par un échec cinglant, la marine japonaise ne fut que très rarement en mesure de menacer les voies de ravitaillement d'une marine américaine qui, quant à elle, avait anéanti les siennes. En plus de la mauvaise doctrine militaire japonaise, les sous-marins japonais souffraient de lacunes technologiques importantes. Dépourvus de radar, les sous-marins japonais n'étaient pas capables de suivre les mouvements des navires américains ni même de repérer une éventuelle attaque aérienne. Ajoutons à cela qu’ils furent trop peu nombreux et utilisés avec une doctrine d’entraînement et d’emploi complètement inadaptée, les sous-marins japonais subirent des pertes sévères : sur 241 sous-marins engagés, 149 furent coulés, soit 60 % des effectifs. Les marins japonais, confrontés eux aussi à l'inefficacité de leurs sous-marins, eurent recours aux mêmes tactiques que leurs collègues de l'armée de terre et de l'aviation : celles des Kamikazes, consistant par des attaques suicides en incluant à leurs sous-marins des torpilles habitées dites Kaiten.
Malgré leurs défauts, les sous-marins japonais sont utilisés dans des missions offensives à contre-emploi contre des navires de guerre, souvent avec pour principal objectif d'éclairer la flotte de surface. En 1942, les sous-marins japonais coulent deux porte-avions, un croiseur et plusieurs destroyers, et en endommagent plusieurs autres dont un navire de ligne mais ils n'arrivent pas à soutenir ce rythme par la suite avec le renforcement des flottes alliées. À la fin de la guerre, ils sont utilisés pour le transport de ravitaillement vers les différentes îles. Pendant la guerre, le Japon a coulé environ un million de tonnes de tonnage marchand (184 navires), contre 1,5 million de tonnes pour le Royaume-Uni (493 navires), 4,65 millions de tonnes par les États-Unis (1 079 navires) et 14,3 millions de tonnes pour l'Allemagne (2 840 navires).

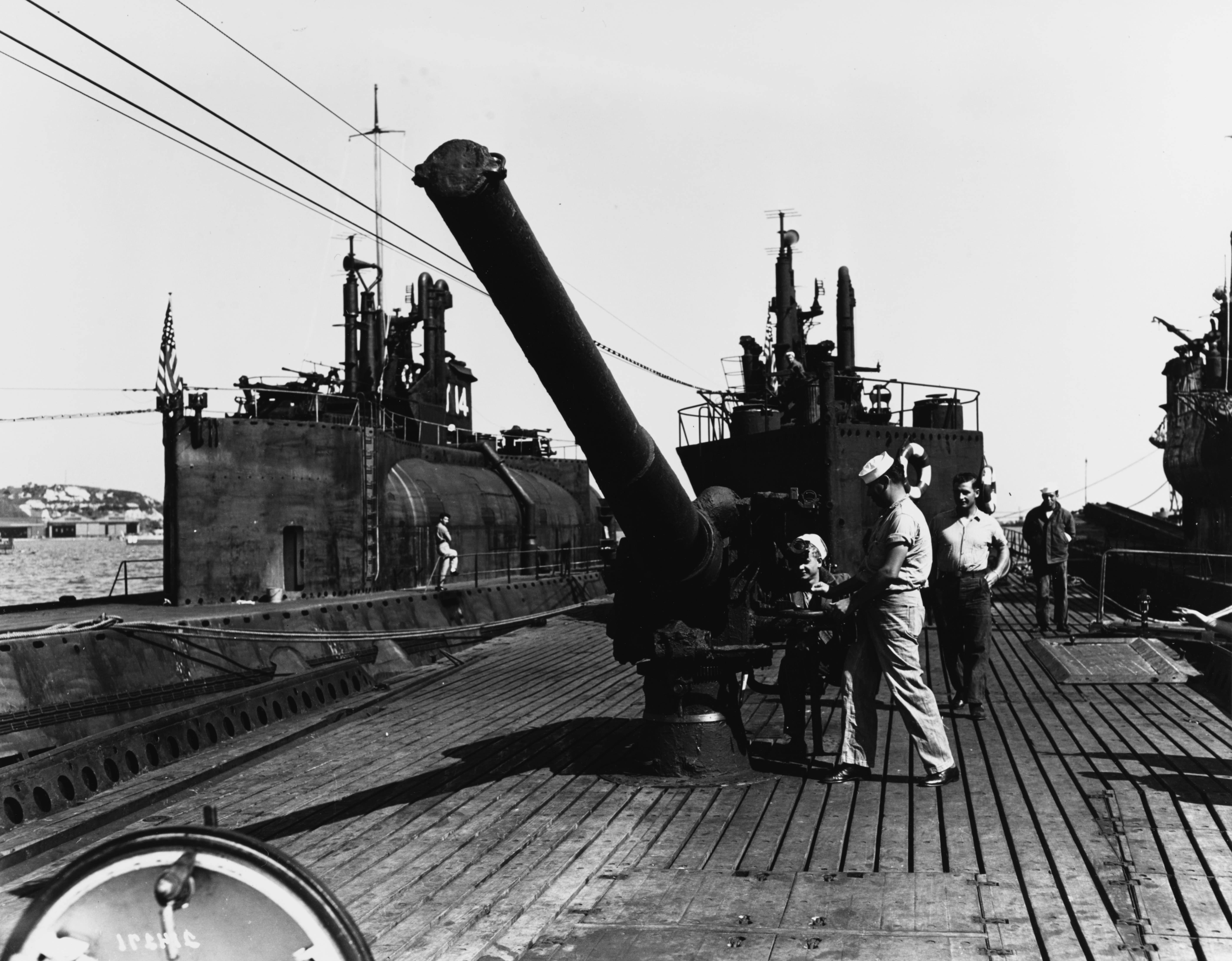
Canon d'un sous-marin japonais de classe I-400.

Vers la fin de la guerre, l’aide technologique qu’apporta l’Allemagne à son allié permit à la marine impériale japonaise de moderniser sa flotte de sous-marins obsolètes. En premier lieu, cela commença lorsque des sous-marins allemands sont venus au Japon pour y charger des matériaux (du tungstène, du caoutchouc ou de l'étain). Les Japonais profitèrent de l'occasion pour demander en échange les secrets des armes allemandes pour combler le retard technologique du Japon. Les japonais demandèrent entre autres des plans d'avions allemands (par exemple le fameux chasseur à réaction allemand Messerschmitt Me 262 dont la copie japonaise, le Nakajima Kikka, se révéla très inférieure à son grand frère allemand), les japonais demandèrent alors à leurs alliés allemands de leur apporter des avions complets spécialement démontés pour la traversée. Du reste, ces sous-marins « de transport » impressionnèrent tellement les ingénieurs japonais qu'ils se mirent eux aussi à transformer de la sorte plusieurs de leurs grands submersibles.
C’est aussi à partir de cette période qu’apparurent les sous-marins japonais tels que le sous-marin de classe I-400 qui incorporait un certain nombre de technologies allemandes et qui reprenait le concept du croiseur sous-marin illustré jusqu'alors par le sous-marin français Surcouf de 1929, le plus grand de son temps et capable d’embarquer un avion. L'I-400 devint le plus grand sous-marin de la fin de la guerre, capable comme le faisait le Surcouf d'embarquer un avion, mais malgré son gigantisme et malheureusement pour le Japon, une fois de plus ce nouveau sous-marin japonais se montre complètement inefficace, à tel point qu'il ne fut jamais engagé dans aucune opération militaire durant la Seconde Guerre mondiale. Les plans que donnèrent les Allemands à leur allié ne se limitèrent pas qu'aux avions à réaction allemands tel le fameux Messerschmitt Me 262 comme évoqué plus haut. Pour aider son allié face aux américains, l'Allemagne donna au Japon le plan pour réaliser une copie du redoutable Unterseeboot type XXI allemand qui permit aux japonais d'envisager d'en produire une réplique appelée Type I-200 dont les Japonais, dans la hâte, avaient poussé le calquage sur le modèle allemand jusqu'à reprendre les structures du bateau allemand. C'est ainsi que le type I-200 fut mis au point, juste avant la fin de la guerre, et se révéla à la fin du conflit être à la fois le premier vrai sous-marin japonais mais aussi le plus rapide en immersion, il était cependant « allégé » et bien moins redoutable au combat que son grand frère allemand car l'I-200 japonais souffrait en comparaison d’une puissance offensive nettement plus faible et d’une capacité plutôt médiocre de profondeur d'immersion. Les Japonais, malgré l’inefficacité de leurs sous-marins, compensaient en étant équipés de la torpille que l'on peut considérer comme la plus efficace du conflit, la torpille de torpille Type 93 surnommée « Long Lance » à propulsion à oxygène qui avait principalement pour avantage d'être à la fois rapide et de porter loin. La torpille « Long Lance » n’était cependant pas sans défaut, son moteur à piston la rendait plus bruyante et plus facilement détectable que les torpilles électriques, de plus, l'oxygène comprimé étant plus dangereux à manipuler que l'air comprimé, la « Long Lance » avait une fâcheuse tendance à exploser avant d'atteindre sa cible.

### États-Unis

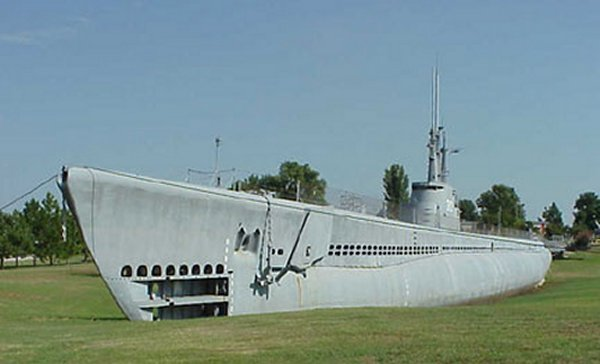
Un sous-marin américain de la classe Balao : l'USS-310 Batfish.

En même temps, les États-Unis utilisent leurs sous-marins pour attaquer les navires de commerce (la « guerre de course ») afin de couper le ravitaillement des îles japonaises du Pacifique.
Alors que le Japon a l'une des meilleures torpilles de la guerre, les États-Unis ont probablement la plus mauvaise, la Mark 14 (en) à vapeur, dont les détonateurs à influence et à contact ne sont pas fiables. Pendant les vingt premiers mois de la guerre, les commandants en chefs de la force sous-marine attribuent les ratés des torpilles aux mauvaises tactiques et manœuvres des commandants. Ce n'est qu'en mi-1943 que les tests sont faits pour vérifier les détonateurs. En septembre 1943, la torpille Mark 18 (en) est mise en service et est supposée ne pas avoir de sillage ; mais elle a pour défaut de parfois décrire des cercles : l'USS Tang, l'USS Grunion (en) et l'USS Tullibee (SS-284) (en) sont perdus en 1944 après avoir été touchés par leur propre torpille, tirée depuis l'arrière, et l'USS Wahoo a été sévèrement endommagé de la même façon.
268 sous-marins sont en service dans l'US Navy pendant la guerre. Le 7 décembre 1941, 111 sont en service dont 38 considérés comme « modernes » ; 23 de ceux-ci seront perdus. 157 sous-marins de classe Gato, Balao et Tench sont mis en service, 29 seront perdus et 3 506 sous-mariniers meurent pendant la guerre.
| Classe   | Période de service | Nombres construits | Nombres en service durant la guerre | Nombres perdus durant la guerre                                                                                        |
| -------- | ------------------ | ------------------ | ----------------------------------- | --- |
| O        | 1917-1945          | 16                 | 8                                   | 1 perdu lors d'un exercice en 1941                                                                                     |
| R        | 1918-1945          | 27                 | 19                                  | 2 (1 coulé par collision, 1 porté disparu)                                                                             |
| S        | 1920-1946          | 51                 | 37                                  | 6 (1 coulé par l'armée japonaise, 1 coulé par collision, 1 coulé par structure défaillante, 3 échoués)                 |
| V        | 1924-1945          | 9                  | 9                                   | 0 |
| Porpoise | 1935-1945          | 10                 | 10                                  | 4 (tous coulés par l'armée japonaise)                                                                                  |
| Salmon   | 1937-1946          | 6                  | 6                                   | 0 |
| Sargo    | 1939-1946          | 10                 | 10                                  | 4 (3 coulés par l'armée japonaise et 1 coulé par Tir ami)                                                              |
| Tambor   | 1940-1946          | 12                 | 12                                  | 7 (coulés par l'armée japonaise)                                                                                       |
| Gato     | 1943-1969          | 77                 | 77                                  | 20 (8 coulés par l'armée japonaise, 6 coulés par mine, 2 coulés par leur propre torpille, 1 échoué, 3 portés disparus) |
| Balao    | 1943-1975          | 70                 | 70                                  | 9 (5 coulés par l'armée japonaise, 1 coulé par sa propre torpille, 3 portés disparus)                                  |
| Tench    | 1944-1975          | 29                 | 10                                  | 0 |

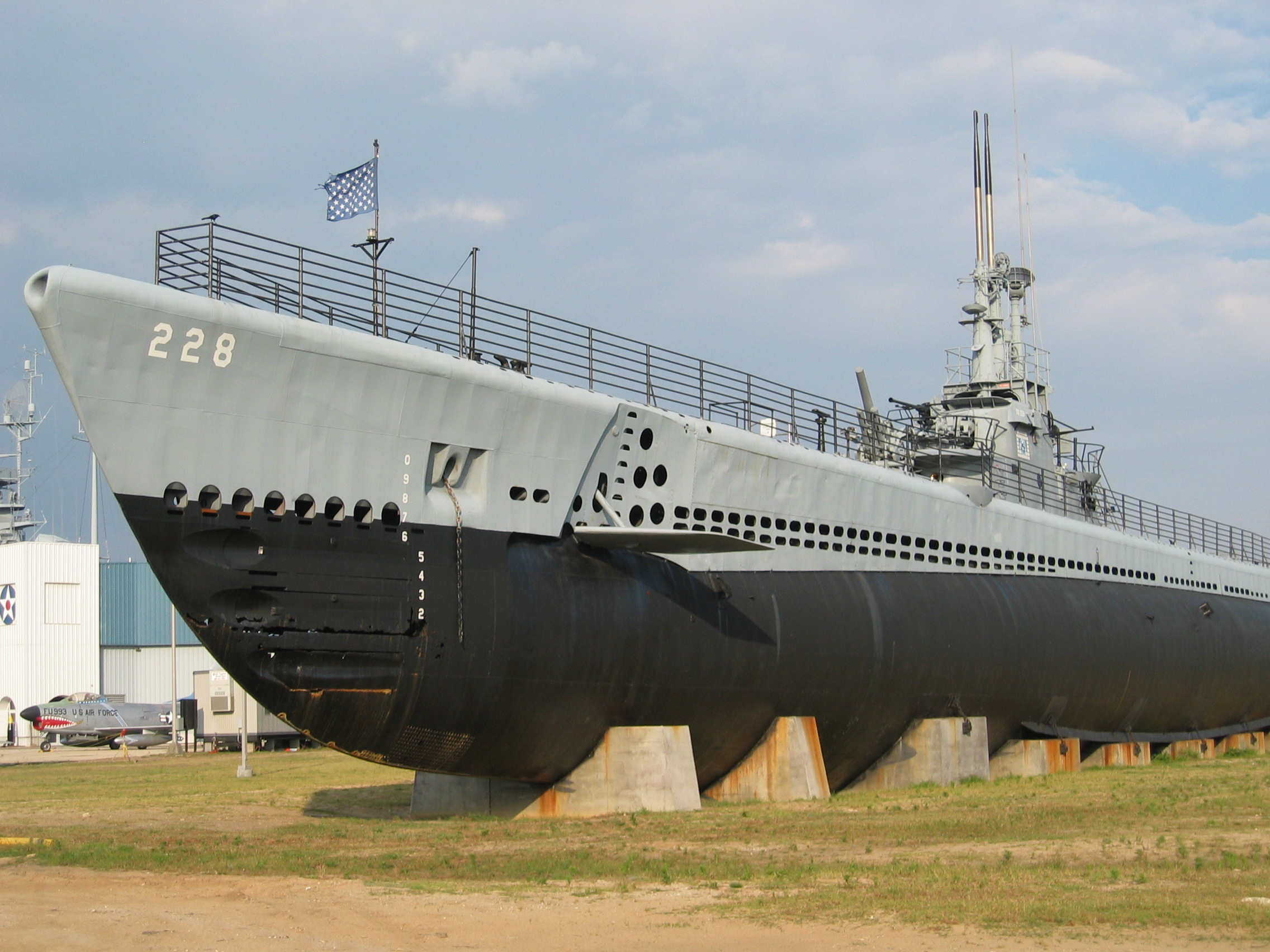
Le sous-marin USS Drum SS-228 de classe Gato

Les défenses anti-sous-marines japonaises s'avèrent d'abord peu efficaces, les bombes sous-marines étant souvent réglées sur une profondeur trop faible. Cette information est révélée par le député Andrew J. May (en) dans une conférence de presse en juin 1943, et finit par arriver au Japon. Le changement de tactique japonais coûte aux États-Unis la perte de dix sous-marins et 800 membres d'équipage, d'après le vice-amiral Charles A. Lockwood,.
Les Japonais commencent de même à utiliser des détecteurs d'anomalie magnétique et des avions pour couler les sous-marins américains ; ce qui n'empêche pas les sous-marins américains de remporter de nombreuses victoires. À la fin de la guerre, les sous-marins américains ont coulé plus de tonnage que toutes les autres armes américaines en incluant les avions. Ils réussirent là où leurs homologues allemands échouèrent, à savoir étrangler l'économie de leur adversaire en coupant les liaisons maritimes entre l'archipel et les territoires conquis. Il faut inclure le fait que la marine japonaise n'a pas la capacité de production des marines américaines ou britanniques. Chaque navire perdu l'est presque définitivement. Il est donc plus facile d'étouffer les liaisons maritimes japonaises que celles des marines alliées.

### URSS
L’amirauté soviétique envisageaient une forme de défense navale comprenant peu d’unités lourdes mais beaucoup de vedettes lance-torpilles, de mouilleurs de mines, de submersibles et de gardes-côtes.
La flotte de submersibles Russes en 1941 était la plus importante au monde, devant l’Allemagne. Elle se classait en trois catégorie, les océaniques, les moyens (côtiers), et les légers (côtiers). Il y avait en outre des effectifs anciens en service, les 4 sous-marins moyens de la classe AG (1916-23), d’origine américaine, et le Л-55 Bezbozhnik, un ancien submersible Britannique de la classe L, coulé par des destroyers « rouges » à Konstadt en 1919, puis capturé et remis en service en 1931.
Les plus anciens « croiseurs » étaient ceux de la série I de la Classe Dekabrist, comprenant 6 unités (1928-29), suivi par la série II (6), la série XI (6), la série XIII et XIII bis (7 et 6). Ces derniers, assimilés en une seule grande classe « Leninets » de mouilleurs de mines furent terminés peu de temps avant, pendant ou après l’invasion. La série IV de classe « Pravda » (1934) était une expérimentation malheureuse de « submersibles d’escadre », comprenant 3 unités. La classe K était une version améliorée et corrigée des sous-marins de la classe Pravda jugés infructueux. Comme leurs prédécesseurs, les sous-marins de la classe K étaient de grands "sous-marins de croisière", équipés d'une artillerie puissante suffisamment rapides et autonomes pour opérer à côté des navires de surface de la flotte ; les sous-marins de la classe K étaient les plus grands sous-marins produits dans les chantiers navals soviétiques pendant la période précédant la Seconde Guerre mondiale. Les unités de la Classe Srednyaïa ont été les plus réussis et ont remporté les victoires les plus significatives parmi tous les sous-marins soviétiques durant la Seconde Guerre mondiale. En tout, ils ont coulé 82 770 tonnes brutes (GRT) de navires marchands et sept navires de guerre, qui représentent environ un tiers de tout le tonnage coulé par les sous-marins soviétiques pendant la guerre. 
Les submersibles côtiers moyens (Classe Chtchouka), comprenaient les 4 unités de la série III, les 40 de la série V,V bis et V bis-2, les 33 de la série X et les 12 de la série X bis ( terminés durant la guerre ). La flotte de submersibles côtiers légers ( Classe Malioutka ) comprenait les 50 de la classe VI et VI bis, et les 50 de la classe XII et XII bis dont les derniers entrèrent en service en 1942. Les unités de la série XV de la classe Malioutka était entrés en service bien après l’invasion Allemande, les 3 premiers en 1941-42, et 3 autres après la guerre. 
| Projet(s)        | Série(s)                                 | Images | Construit(s) | Infos |
| ---------------- | ---------------------------------------- | ------ | ------------ | --- |
| Classe Dekabrist | Série I                                  |        | 6            | Grand sous-marin de position.                                                                            |
| Classe Leninets  | Séries II, XI, XIII, XIII-1938           |        | 25           | Mouilleur de mines.                                                                                      |
| Classe Chtchouka | Séries III, V, V-bis, V-bis-2, X, X-1938 |        | 86           | Sous-marins de patrouille de taille moyenne.                                                             |
| Classe Pravda    | Série IV                                 |        | 3            | Sous-marins d'escadrille.                                                                                |
| Classe Malioutka | Séries VI, VI-bis, XII, XV               |        | 110          | Petits sous-marins pour les patrouilles côtières.                                                        |
| Classe Srednyaïa | Séries IX, IX-bis                        |        | 41           | Sous-marins de taille moyenne, construits selon un projet allemand (première version de Type IX).        |
| Classe K         | Série XIV                                |        | 13           | Sous-marins de croisière avec armes combinées.                                                           |
| Classe TS        |                                          |        | 3            | Anciens sous-marins de la Marine royale roumaine : Rechinul (TS-1), Marsuinul (TS-2) et Delfinul (TS-3). |

De nombreuses pertes furent à déplorer, aussi bien en mer noire qu’en Baltique, et surtout en Arctique où les U-Bootes faisaient un carnage, et ce malgré l’escorte considérable allouée aux transports d’armement et de ravitaillement vitaux pour l’URSS consentis à partir de 1942. Ces pertes concernent aussi bien les submersibles que les destroyers (plus d’un tiers). 

### Le schnorchel
Les sous-marins Diesel ont besoin d'air pour faire tourner leurs moteurs, et transportent à cette époque d'énormes batteries pour la propulsion sous-marine ; ceci limite leur vitesse et rayon d'action. Le schnorchel, une invention hollandaise d'avant la guerre, a été utilisée sur les sous-marins allemands pour utiliser les moteurs Diesel juste sous la surface afin d'éviter la détection visuelle et radar. La marine allemande a aussi expérimenté des moteurs au peroxyde d'hydrogène, en rencontrant de grandes difficultés techniques. Les Alliés ont aussi essayé différentes techniques pour détecter un sous-marin naviguant au schnorchel, dont des senseurs chimiques pour « renifler » l'échappement des sous-marins. Exemple de sous-marin à propulsion diesel-électrique utilisant le schnorchel : le sous-marin soviétique de la classe Foxtrot.

## Sous-marins modernes

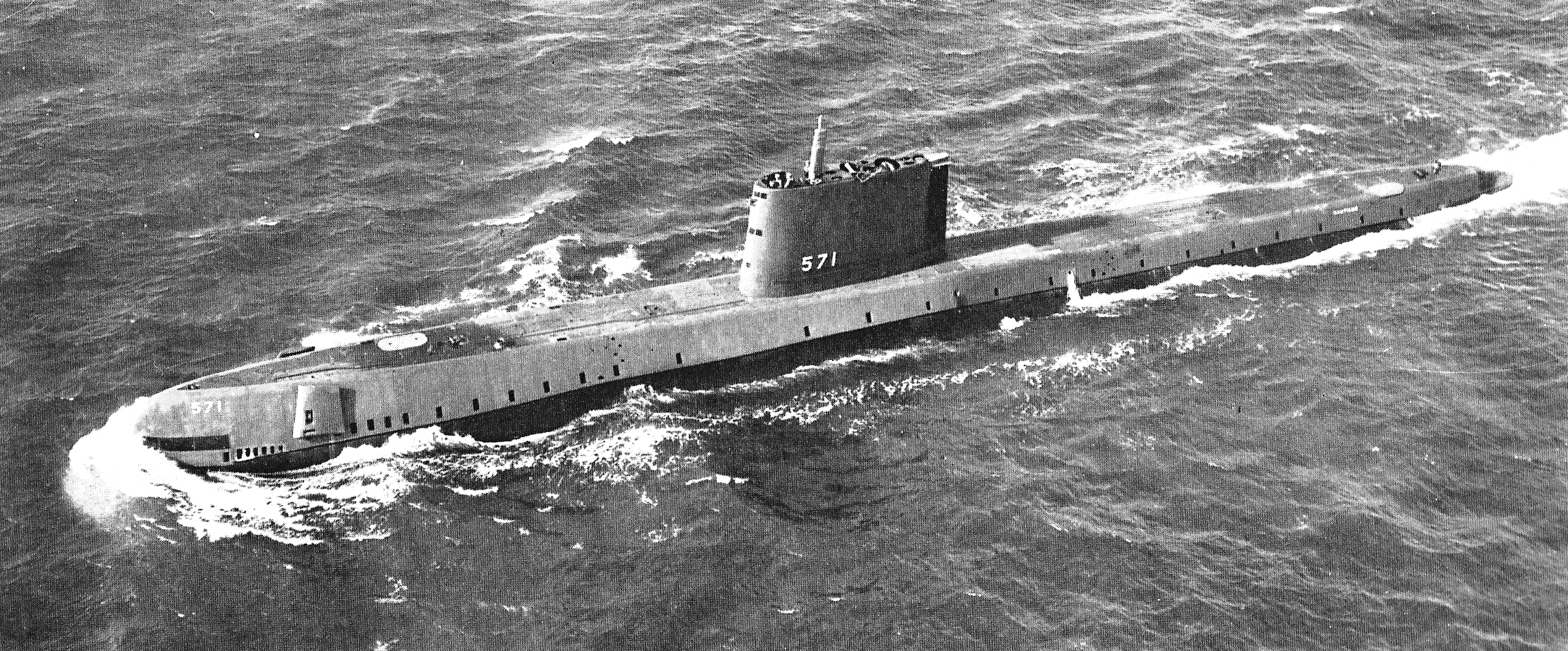
Le sous-marin américain SS-571 Nautilus lors de ses essais (20 janvier 1955), le premier sous-marin à propulsion nucléaire.

Dans les années 1950, l'énergie nucléaire commence à remplacer la propulsion Diesel-électrique ; des appareils sont aussi développés pour extraire l'oxygène de l'eau de mer. Ces deux innovations permettent aux sous-marins de rester submergés pendant plusieurs semaines voire plusieurs mois et autorisent des voyages jusque-là impossibles, comme l'arrivée de l'USS Nautilus au pôle Nord sous la calotte de glace de l'Arctique, en 1958. La plupart des sous-marins militaires construits depuis cette époque aux États-Unis et en Union soviétique sont propulsés par des réacteurs nucléaires. Le facteur limitant pour la durée de submersion devient la quantité de vivres et le moral de l'équipage dans l'espace confiné du bord.
Les puissances nucléaires et les autres pays ont de même continué à produire des sous-marins conventionnels, qui ont l'avantage d'être plus silencieux, sauf quand ils utilisent leur moteur Diesel pour recharger les batteries ; mais les avancées technologiques dans l'atténuation des sons et l'isolation phonique ont diminué cet avantage. Même s'ils sont moins rapides et peuvent emporter moins d'armes, les sous-marins conventionnels sont moins chers à la construction ; l'arrivée des sous-marins anaérobie a augmenté le nombre de ces unités.
Pendant la guerre froide, les États-Unis et l'Union soviétique ont maintenu de grandes flottes de sous-marins, engagés dans des poursuites de type « chat et souris » ; cette tradition continue aujourd'hui, sur une échelle plus réduite. L'Union soviétique a perdu au moins quatre sous-marins pendant cette période : le K-129 en 1968, le K-8 en 1970, le K-219 en 1986 et le Komsomolets en 1989 ; d'autres, comme le K-19, ont été gravement endommagés par un incendie ou une fuite radioactive. Les États-Unis perdent deux sous-marins nucléaires à la même époque : l'USS Thresher et l'USS Scorpion.

### Sources et bibliographie
- Paul Baron, Sous-Marin Baron. Application à la navigation sous-marine des moteurs à hydrocarbure et électriques combinés. : Copie des pièces officielles établissant la priorité et la propriété de l'inventeur, Caen, Imprimerie de Hamelin, 1899, 28 p.
- Clay Blair, Silent Victory (Vol.1), The Naval Institute Press, 2001
- (en) Michael Lee Lanning, Senseless secrets : the failures of U.S. military intelligence from George Washington to the present, Secaucus, N.J, Carol Pub. Group, 1996, 324 p. (ISBN 978-1-55972-322-0, OCLC 32546894)
- (en) Robert Gardiner (editor) et Andrew Lambert (consultant editor), Steam, steel & shellfire : the steam warship, 1815-1905, Edison, NJ, Chartwell Books, Inc, coll. « history of the ship », 2001, 192 p. (ISBN 978-0-7858-1413-9, OCLC 52354262)
- (en) Clay Blair Jr., Silent victory : the U.S. submarine war against Japan, Annapolis, Md, Naval Institute Press, 2001, 1071 p. (ISBN 978-1-55750-217-9, OCLC 45207785)
- (en) Charles A Lockwood (préf. Chester W. Nimitz), Sink 'em all; submarine warfare in the Pacific., New York, Dutton, 1951, 416 p. (OCLC 1371626)
- (en) Richard H. O'Kane, Clear the bridge! : the war patrols of the U.S.S. Tang, Novato, CA, Presidio Press, 1989 (1re éd. 1977), 480 p. (ISBN 978-0-89141-346-2, OCLC 18871792)
- (en) Richard H. O'Kane, Wahoo : the patrols of America's most famous World War II submarine, Novato, CA, Presidio Press, 1987, 345 p. (ISBN 978-0-89141-301-1 et 978-0-891-41572-5, OCLC 15366413)